# Slettnes
Slettnes est une localité du comté de Troms, en Norvège.

## Géographie
Administrativement, Slettnes fait partie de la kommune de Karlsøy.